# Ankanahalli, Nagamangala
Ankanahalli là một làng thuộc tehsil Nagamangala, huyện Mandya, bang Karnataka, Ấn Độ.